# Carcharhinus signatus
Espèce
Statut de conservation UICN

 VU A2abd+3bd+4abd : Vulnérable
Répartition géographique
Carcharhinus signatus est un requin de l'Atlantique pouvant atteindre 2,80 m. Il vit de la surface à 600 m de fond, dans des eaux de 11 à 16 degrés.